# Riley Minix
Riley James Minix (Vero Beach, Florida; 22 de septiembre de 2000) es un baloncestista estadounidense que pertenece a la plantilla de los San Antonio Spurs de la NBA, con un contrato dual que le permite jugar además en su filial de la G League, los Austin Spurs. Con 2,01 metros de estatura, juega en la posición de alero.

## Trayectoria deportiva

### Universidad
Jugó cuatro temporadas en la Universidad del Sureste, perteneciente a la NAIA, en las que promedió 20,7 puntos y 10,6 rebotes por partido, siendo elegido en las dos últimas temporadas jugador del año de la Sun Conference e incluido en el mejor quinteto All-American de la NAIA. Después de sus cuatro años en Southeastern, Minix decidió aprovechar el año adicional que se les dio a los jugadores debido a la interferencia de la pandemia de COVID-19, para transferirse a la División I de la NCAA, eligiendo finalmente a los Morehead State Eagles.
Jugó una temporadas con los Eagles, en las que promedió 20,9 puntos, 9,7 rebotes, 2,2 asistencias, 1,3 robos de balón y 1,0 tapones por partido. Lideró su conferencia con 18 doble-dobles y fue elegido Jugador del Año de la OVC.

#### Estadísticas
NAIA
| Año     | Equipo       | PJ | PT | MPP  | %TC  | %3P  | %TL  | RPP  | APP | ROB | TPP | PPP  |
| ------- | ------------ | -- | -- | ---- | ---- | ---- | ---- | ---- | --- | --- | --- | ---- |
| 2019–20 | Southeastern | 31 | 16 | 25.9 | .500 | .410 | .773 | 7.6  | .9  | 1.4 | .9  | 14.6 |
| 2020–21 | Southeastern | 10 | 9  | 26.1 | .535 | .484 | .818 | 9.1  | 1.6 | 1.7 | 1.0 | 20.3 |
| 2021–22 | Southeastern | 30 | 30 | 29.5 | .530 | .406 | .756 | 11.3 | 2.3 | 1.2 | 1.2 | 22.7 |
| 2022–23 | Southeastern | 28 | 28 | 37.2 | .588 | .376 | .802 | 13.6 | 2.5 | 1.2 | 2.3 | 25.4 |
| Total   | Total        | 99 | 83 | 30.2 | .543 | .408 | .782 | 10.6 | 1.8 | 1.3 | 1.4 | 20.7 |

NCAA
| Año     | Equipo         | PJ | PT | MPP  | %TC  | %3P  | %TL  | RPP  | APP | ROB | TPP | PPP  |
| ------- | -------------- | -- | -- | ---- | ---- | ---- | ---- | ---- | --- | --- | --- | ---- |
| 2023–24 | Morehead State | 35 | 35 | 33.8 | .541 | .349 | .839 | 9.7  | 2.2 | 1.3 | 1.0 | 20.9 |
| Total   | Total          | 99 | 83 | 30.2 | .543 | .408 | .782 | 10.6 | 1.8 | 1.3 | 1.4 | 20.7 |

### Profesional
Tras no ser elegido en el Draft de la NBA de 2024, jugó la Liga de Verano de la NBA con los San Antonio Spurs, y el 20 de julio firmó un contrato dual con la franquicia. El 19 de octubre su contrato se convirtió en dual, que le permite jugar además en su filial de la G League, los Austin Spurs.

## Estadísticas de su carrera en la NBA

### Temporada regular
| Año     | Equipo      | PJ | PT | MPP | %TC  | %3P  | %TL | RPP | APP | ROB | TPP | PPP |
| ------- | ----------- | -- | -- | --- | ---- | ---- | --- | --- | --- | --- | --- | --- |
| 2024-25 | San Antonio | 1  | 0  | 7.0 | .000 | .000 | –   | 2.0 | .0  | .0  | .0  | .0  |
| Total   | Total       | 1  | 0  | 7.0 | .000 | .000 | –   | 2.0 | .0  | .0  | .0  | .0  |